# André Morellet

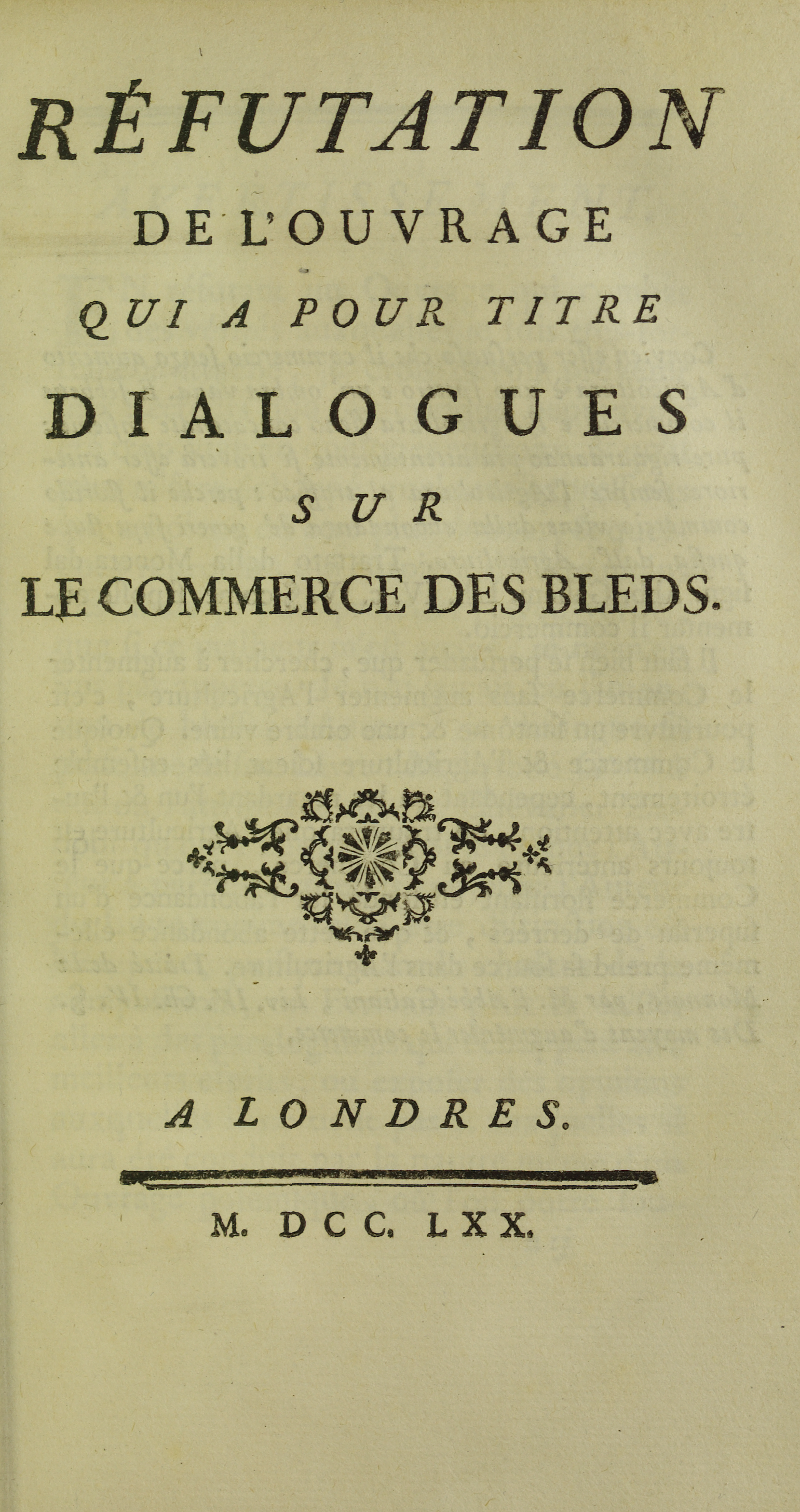
Réfutation de l'ouvrage qui a pour titre Dialogues sur le commerce des bleds, 1770

André Morellet (Lione, 7 marzo 1727 – Parigi, 12 gennaio 1819) è stato un economista, enciclopedista e traduttore francese.

## Biografia
Studiò alla Sorbona insieme con Loménie de Brienne, Jérôme-Marie Champion de Cicé e Turgot; frequentava i salotti di du Deffand, de Brienne e madame Necker. Laureato in economia e teologia, diviene prete gesuita ma poi lasciò gli incarichi religiosi attivi.
Morellet tradusse in francese Dei delitti e delle pene di Cesare Beccaria e frequentò la coterie holbachiana, il salotto del filosofo ateo barone d'Holbach. Traducendo il testo di Beccaria dall'italiano, Morellet diede ad esso notorietà ma apportò peraltro numerose modifiche, mutando la suddivisione in paragrafi e ritoccandolo in più punti: a questo proposito, Diderot parlò infatti di «un vero assassinio»; poiché, tuttavia, Beccaria diede il suo avallo alla traduzione, essa circolò largamente e sulla base della versione di Morellet fu compiuta anche una revisione del testo italiano (a partire dall'edizione uscita a Livorno con l'indicazione "Londra 1774").
Pubblicò diversi scritti coraggiosi, come Cri des familles e Cause des pères. Venne onorato con incarichi durante l'età napoleonica, divenendo deputato. Morì a quasi 92 anni.

## Opere
- Réfutation de l'ouvrage qui a pour titre Dialogues sur le commerce des bleds, Londra, 1770.
- Théorie du paradoxe (1775)
- Réponse sérieuse à M. L**, par l'auteur de la théorie du paradoxe (1775)
- Éloges de Madame Geoffrin, contemporaine de Madame Du Deffand, par MM. Morellet, Thomas et d'Alembert, suivis de lettres de Mme Geoffrin et à Mme Geoffrin, et d'un Essai sur la conversation (1812)
- Mélanges de littérature et de philosophie du XVIII siècle (1818)
- Mémoires de l'abbé Morellet, de l'Académie française, sur le dix-huitième siècle et sur la Révolution (1821)
- Lettres inédites de l'abbé Morellet, sur l'histoire politique et littéraire des années 1806 et 1807, pour faire suite à ses Mémoires (1822)